# Beamys hindei
Beamys hindei es una especie de roedor de la familia Nesomyidae.

## Distribución geográfica
Se encuentran en Kenia y Tanzania.

## Hábitat
Su hábitat natural son: zonas subtropicales o tropicales húmedos de tierras de baja altitud bosques. 

## Estado de conservación
Se encuentra amenazada de extinción por la pérdida de su hábitat natural.